# The Shores of Molokai
Albums de Buckethead
Balloon Cement
(2012) Racks
(2012)
The Shores of Molokai est le 37e album studio de Buckethead. Il est aussi le 7e album faisant partie de la série « Buckethead Pikes ».

## Liste des titres
| 1.    | Intro                         | 0:48 |
| 2.    | The Shores of Molokai         | 4:18 |
| 3.    | The 5 Masters of Decapitation | 3:57 |
| 4.    | Henry's New Home              | 2:15 |
| 5.    | Counter Clockwise             | 2:22 |
| 6.    | Stumps on Stilts              | 2:57 |
| 7.    | Mannequins Are My Friend      | 2:12 |
| 8.    | Smile Without a Face          | 2:54 |
| 9.    | Hatchet                       | 4:45 |
| 10.   | Thermal Exhaust Port          | 2:35 |
| 11.   | Melting Man                   | 2:31 |
| 31:34 |                               |      |

## Remarques
- La piste #11, « Melting Man » possède une suite qui est présente sur l'album The Silent Picture Book également de la série « Buckethead Pikes » et s'intitule Melting Man Part 2.